# Малый Олений (остров, Мурманская область)
Ма́лый Оле́ний — остров в Баренцевом море. Административно относится к Кольскому району Мурманской области (Россия).
В прошлом носил также названия Ближний Олений и Немецкий Олений.

## География
Остров имеет в длину 7 км, в ширину — 1,5 км. Высочайшая точка над уровнем моря — 121,2 м. Отделён от материка узким (510 м) проливом с таким же названием. У восточной оконечности Малого Оленьего расположен островок Концевой. Средняя величина прилива морских волн достигает 4 м.
В 12 км к северо-западу расположен остров Кильдин.
Входит в состав сельского поселения Териберка.
Постоянного населения нет. В прошлом на острове велись заготовки рыбьего жира, который отправляли в Архангельск. В водах вокруг острова ведётся лов рыбы и краба, в том числе, незаконный.